# بنگاه تبلیغاتی

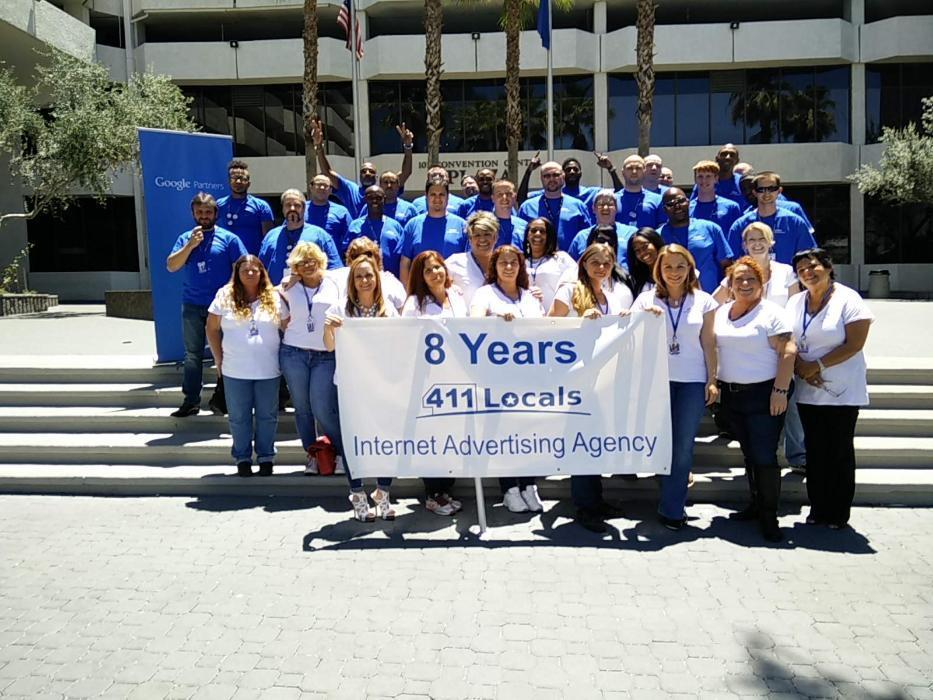
یک نمونه بنگاه تبلیغاتی

بنگاه تبلیغاتی (به انگلیسی: Advertising agency) یک کسب و کار خدماتی است که به ایجاد، برنامه‌ریزی، اجرا و مدیریت تبلیغات برای مشتریان می‌پردازد. بنگاه تبلیغاتی می‌تواند برای مشتریان خود بازاریابی کند، استراتژی برند تدوین کند، و فروش ایجاد کند.
مشتریان بنگاه تبلیغاتی برای مثال عبارتند از کسب و کارها و شرکت‌های مختلف، سازمان‌های غیرانتفاعی و سازمان‌های دولتی. سازمان‌ها ممکن است به منظور تولید تبلیغات تلویزیونی، تبلیغات رادیویی، تبلیغات آنلاین، تبلیغات محیطی، بازاریابی موبایلی و غیره که به عنوان بخشی از یک کمپین تبلیغاتی هستند، بنگاه‌های تبلیغاتی را به کار بگیرند.